# Reeler

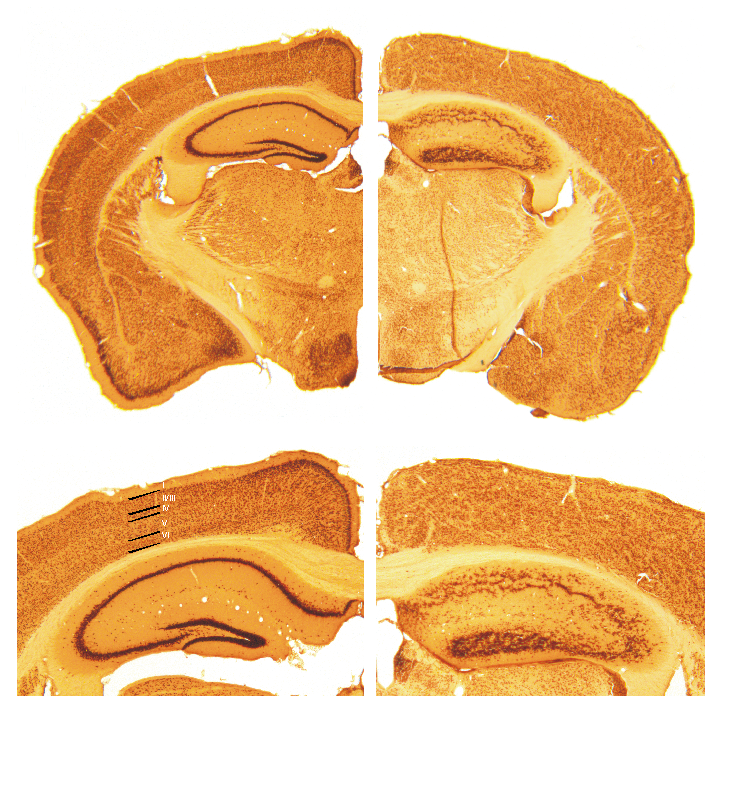
Срезы мозга здоровой мыши (слева) и мыши reeler.

Reeler — мышь-мутант, в организме которой не вырабатывается белок рилин. Наследование мутации имеет аутосомно-рецессивный характер. Отсутствие рилина приводит к нарушению миграции нейронов и дезорганизации слоев коры мозга. У мыши reeler слои коры мозга практически инвертированы, выстраиваясь «снаружи внутрь». Гипоплазия мозжечка приводит к пошатывающейся походке, благодаря которой мышь получила своё название. В субвентрикулярной и субгранулярной зонах мозга у мыши reeler нарушена миграция нейробластов. Исследование мышей reeler позволяет изучить механизмы нейрогенеза и построения мозга и нарушения этих процессов.

## История
Первое описание рилера составлено в 1951 году Дугласом Фальконером. В шестидесятые годы была описана инверсия слоёв коры мозга, другие аспекты. В 1995 году открыт ген RELN, кодирующий гликопротеин внеклеточного матрикса рилин. В последующие годы проводится точечное нарушение функций генов с целью воспроизвести рилер-фенотип и тем самым обнаружить участие данных генов в сигнальной цепочке белка рилин либо взаимодействие с этой цепочкой.